# ريتشارد فورمان
ريتشارد تاونسند تورنر فورمان (بالإنجليزية: Richard Foreman)‏ عالم بيئة المناظر الطبيعية، وهو أستاذٌ في كلية الدراسات العليا للتصميم وكلية هارفارد في جامعة هارفارد. سُمي بأب علم بيئة المناظر الطبيعية لعمله الذي يربط بين العلوم البيئية الأنماط المكانية التي تصف كيف يتداخل الناس والطبيعة على الأرض. شغل منصب نائب رئيس الجمعية البيئية الأمريكية من 1982 حتى 1983، وانتخب زميلًا في عام 2012.
ألَّف كتاب مرجعي مُستعمل على نطاقٍ واسع لبيئة المناظر الطبيعية. وفقًا لورلدكات (WorldCat) فإنَّ الكتاب موجودٌ في 564 مكتبة.

## روابط خارجية
- ريتشارد فورمان على موقع IMDb (الإنجليزية)
- ريتشارد فورمان على موقع ميوزك برينز (الإنجليزية)
- ريتشارد فورمان على موقع قاعدة بيانات برودواي على الإنترنت (الإنجليزية)
- ريتشارد فورمان على موقع قاعدة بيانات الفيلم (الإنجليزية)